# Ar-Rubba
Ar-Rubba (arab. الربا) – miejscowość w Syrii, w muhafazie Hama. W 2004 roku liczyła 1813 mieszkańców.